# جورج آي. كانون
جورج آي. كانون (بالإنجليزية: George I. Cannon)‏ هو قسيس أمريكي، ولد في 9 مارس 1920، وتوفي في 4 أغسطس 2009 في مدينة سولت ليك في الولايات المتحدة.